# Al Sobrante
John Kiffmeyer (El Sobrante, 11 juli 1969), professioneel bekend als Al Sobrante, is een Amerikaanse producer en gepensioneerde muzikant. Hij is vooral bekend als de tweede drummer van de punkrockband Green Day. Zijn artiestennaam is een verwijzing naar zijn geboorteplaats.

## Biografie
John Kiffmeyer werd in 1969 geboren in El Sobrante (Californië). Zijn eerste blootstelling aan de punkscene was als drummer van de band Isocracy. De groep was populair in de East Bay en was een vaste waarde in de beroemde club, Gilman Street 924 . Hij koos zijn "Al Sobrante" voor een duidelijke woordspeling op zijn geboorteplaats.
Kiffmeyer is het meest bekend om zijn tijd in Green Day; nadat Isocracy uit elkaar ging, voegde hij zich in 1987 bij Mike Dirnt en Billie Joe Armstrong om de originele drummer Raj Punjabi te vervangen en in Sweet Children te spelen, dat later werd omgedoopt tot Green Day. Vanwege zijn ervaring en kennis van de ondergrondse gemeenschap, was Kiffmeyer in staat om de jonge band op de been te krijgen door vrienden te bellen, waaronder prominente figuur van de East Bay Larry Livermore. De eerste optredens vonden plaats in het Contra Costa College, waar Kiffmeyer student journalistiek was. Op basis van een vroeg optreden zwoer Livermore om een Green Day-plaat uit te brengen op zijn Lookout! Records . Het eerste volledige album van de groep, het album 39/Smooth uit 1990, zou een Kiffmeyer-origineel bevatten, "I Was There", waarin de band op die plaats in de tijd werd gedocumenteerd. Als fan van Ozzy Osbourne inspireerde hij de mini-covers van enkele beroemde liedjes, zoals "I Don't Know" van Osbourne en "Sweet Home Alabama" van Lynyrd Skynyrd tijdens de brug van "Disappearing Boy", een praktijk die wordt vandaag de dag nog steeds uitgevoerd.
In 1990 studeerde hij aan de Humboldt State University in Arcata, Californië.  Terwijl Kiffmeyer naar de universiteit ging, accepteerden Green Day-leden Billie Joe Armstrong en Mike Dirnt drummer Tré Cool in de band, die Kiffmeyer "gracieus accepteerde".  In 1991 werkte hij als uitvoerend producent voor het Green Day-album Kerplunk, dat in dat jaar werd uitgebracht. Kiffmeyer sloot zich later aan bij de band The Ne'er Do Wells en vertrok in 1994 abrupt. Na een periode bij de punkband The Ritalins, werd hij manager van The Shruggs tot hun splitsing. In 1998 was hij de uitvoerend producent vanThe Great Lost Trouble Makers Album van The Troublemakers, een garagerockband uit Sacramento, Californië.
Hij woont nu in San Francisco en is getrouwd met de experimentele filmmaker en professor Greta Snider aan de San Francisco State University. Hij werkt als Director of Photography, is gespecialiseerd in green screen en produceert voornamelijk commercieel werk.
Op 16 april 2015 voegde Kiffmeyer zich bij Billie Joe Armstrong en Mike Dirnt op het podium tijdens een Green Day-concert in The House of Blues in Cleveland, waar het trio optrad als Sweet Children en nummers speelde die ze sinds de jaren negentig niet meer hadden uitgevoerd. waaronder "Sweet Children", "Green Day", "I Was There", "Don't Leave Me" en "Dry Ice".